# Pseudophilotes praepanoptes
Pseudophilotes praepanoptes är en fjärilsart som beskrevs av Ruggero Verity 1928. Pseudophilotes praepanoptes ingår i släktet Pseudophilotes och familjen juvelvingar. Inga underarter finns listade.